# Biskupiec
Biskupiec (pronunciado /bʲisˈkupʲɛt͡s/ (escucharⓘ); en alemán: Bischofsburg,/ˈbɪʃɔfsbʊʁk/ (escucharⓘ)) es una ciudad situada en el nordeste de Polonia, en Varmia, en el voivodato de Varmia y Masuria. Se encuentra en el condado de Olsztyn, y tiene una población predominantemente católica de aproximadamente 11 400 habitantes. El campo que rodea Biskupiec es un destino turístico popular, que forma parte del distrito de los lagos de Masuria.

## Historia

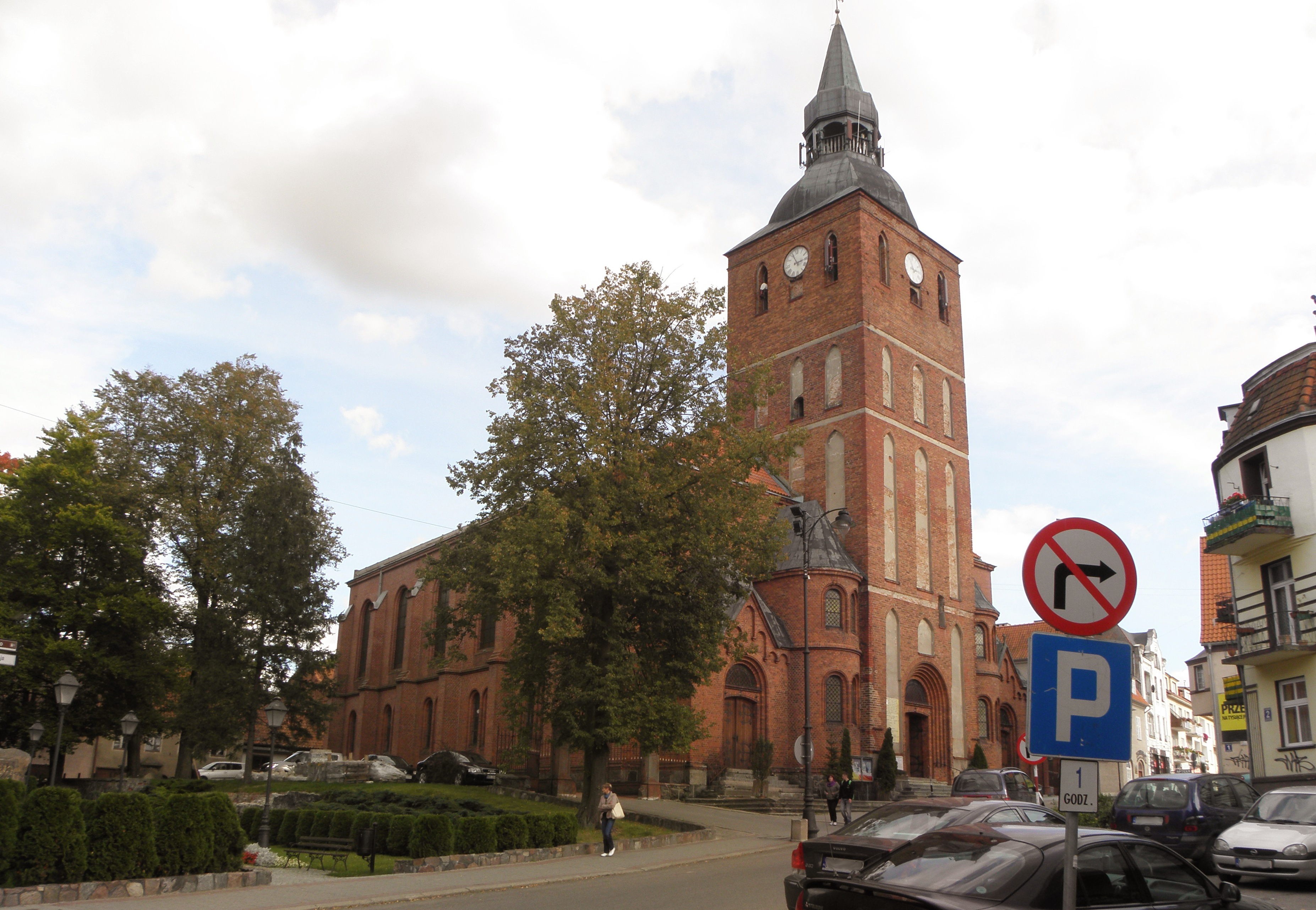
Iglesia gótica de San Juan Bautista

El nombre de la ciudad proviene de los príncipes-obispos de Varmia, que a finales del siglo XIV poseían un castillo situado en la frontera sureste de su territorio, bordeado por el río Dymer. La primera mención registrada de la fortaleza data de un acta de 1389. En 1395, en virtud del derecho de Culm, el obispo Enrique III Sorbom concedió privilegios de ciudad a la localidad que se había desarrollado próxima al castillo. La ciudad tomó partido con la Confederación Prusiana, a cuya solicitud el rey Casimiro IV Jagellón firmó el acta de incorporación de la región a Polonia en 1454. La ciudad y el castillo fueron destruidos durante la Guerra de los Trece Años (1454-1466) entre la rebelde Confederación Prusiana y el Estado de la Orden Teutónica, y fueron incorporados junto con Varmia a la Corona del Reino de Polonia de acuerdo con la Segunda Paz de Thorn en 1466.

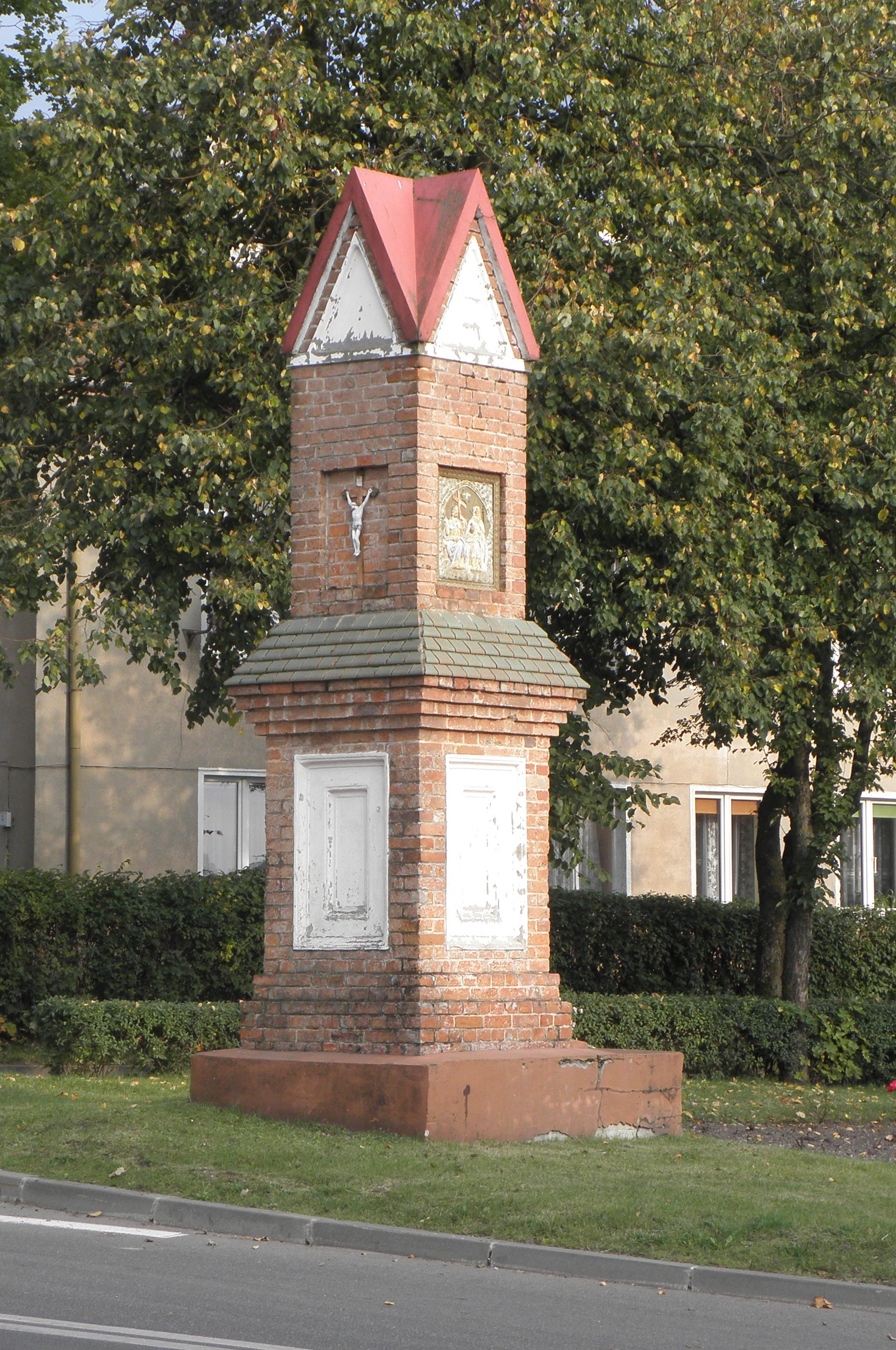
Capilla de carretera típica de Varmia.

De nuevo demolida durante la Guerra Polaco-Teutónica (1519-1521), la Guerra Polaco-Sueca (1626–29) y la Segunda Guerra Nórdica (1655–1660), el desarrollo de la ciudad a menudo se vio obstaculizado no solo por la guerra, sino también por las llamas, la peste y el hambre. Con la primera partición de Polonia en 1772, Bischofsburg fue anexado por el Reino de Prusia y un año después se incorporó a la recién establecida Provincia de Prusia Oriental . La población de la ciudad era abrumadoramente polaca. Según un informe de 1797 del sacerdote local, de los 200 niños que asistían a la educación religiosa, solo 20 estaban aprendiendo alemán. Desde 1862 hasta 1945, fue la sede del Landkreis Rößel (distrito de Reszel), desde 1871 parte del Imperio alemán. En 1882, en respuesta a los intentos de germanización de las autoridades, se estableció una biblioteca polaca en la ciudad. Según los datos de 1897, el 75% de los niños del distrito, así como de toda la región meridional de Warmia, hablaban polaco. Después de la derrota alemana en la Primera Guerra Mundial, el plebiscito de Prusia Oriental de 1920 celebrado en la ciudad se saldó en 3461 votos contra 52 votos emitidos para Alemania. Bischofsburg fue nuevamente destruido en un 50% durante la ofensiva de Prusia Oriental por parte del Ejército Rojo al final de la Segunda Guerra Mundial .
En 1945 la ciudad fue incorporada a Polonia, junto con toda Varmia, de acuerdo con las resoluciones de la Conferencia de Potsdam. Su nombre fue polonizado a Biskupiec y su población alemana restante fue expulsada.
A pesar de ser destruida numerosas veces, se ha conseguido preservar en gran medida su diseño medieval. El punto más emblemático de la ciudad es su iglesia gótica del siglo XVI dedicada a San Juan Bautista (Kościół p.w. św. Jana Chrzciciela), erigida a partir de 1505 a instancias del Príncipe-Obispo Lucas Watzenrode y consagrada en 1580 por el Príncipe-Obispo Marcin Kromer.

## Galería

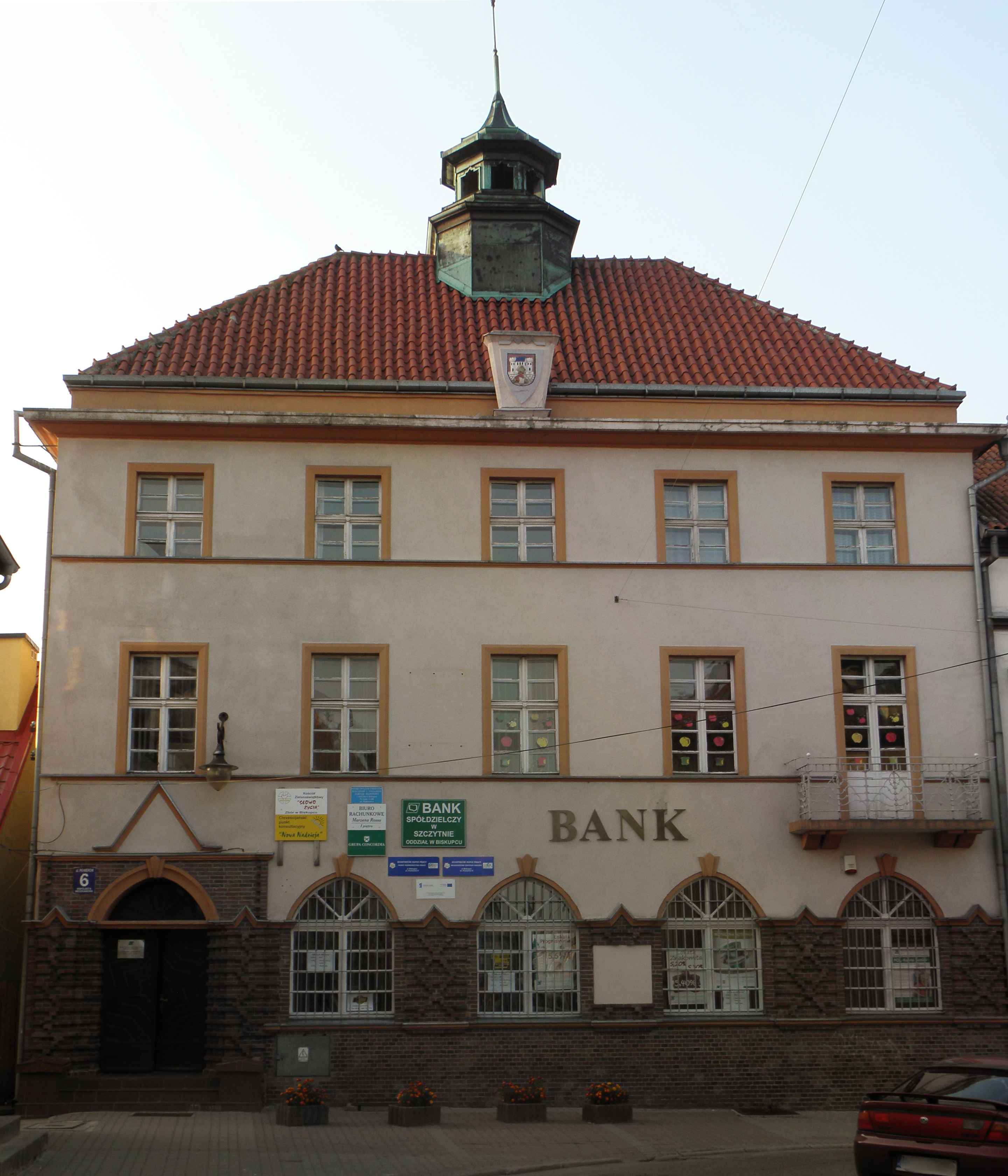
Antiguo ayuntamiento
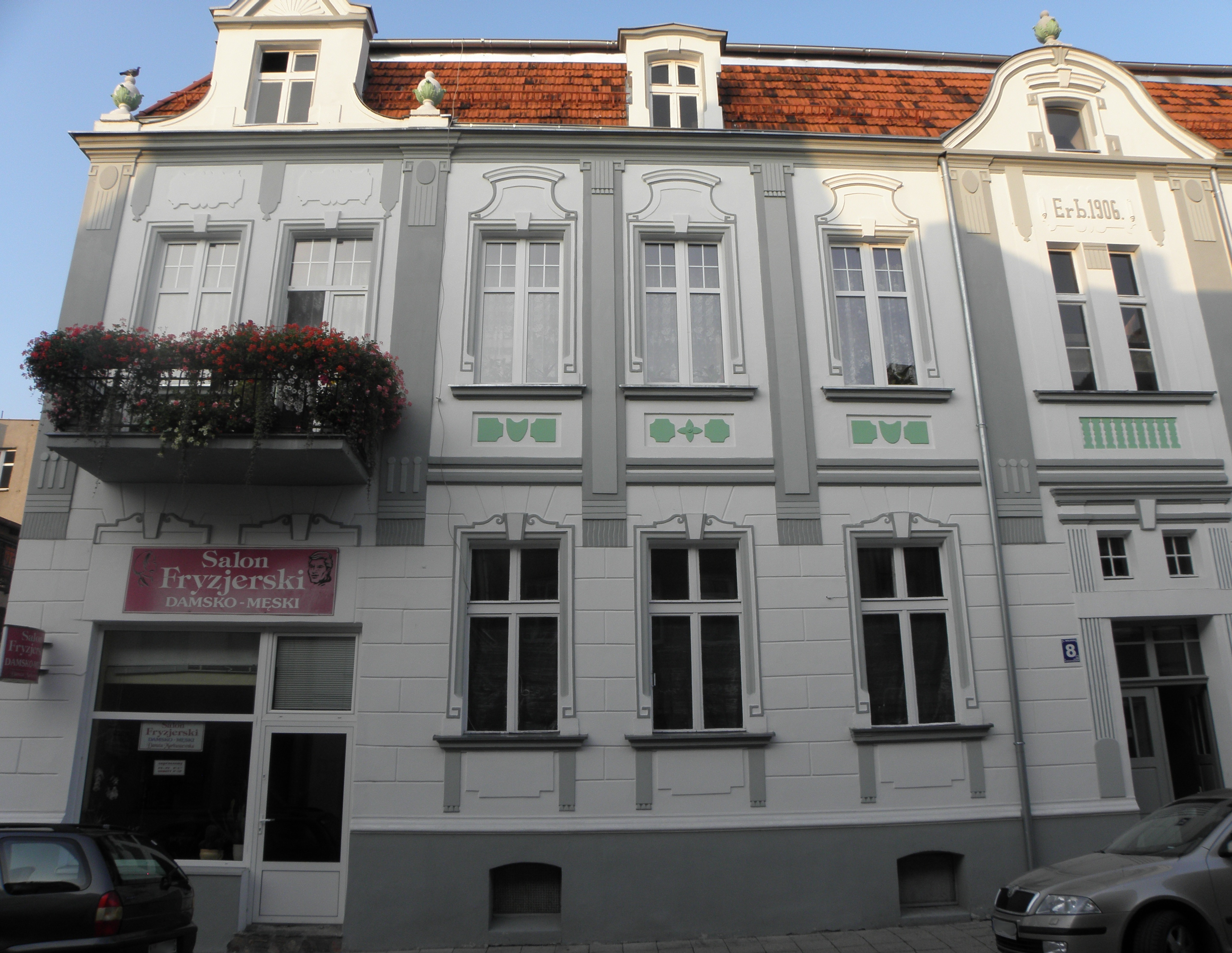
Casa en la Plaza de la Libertad
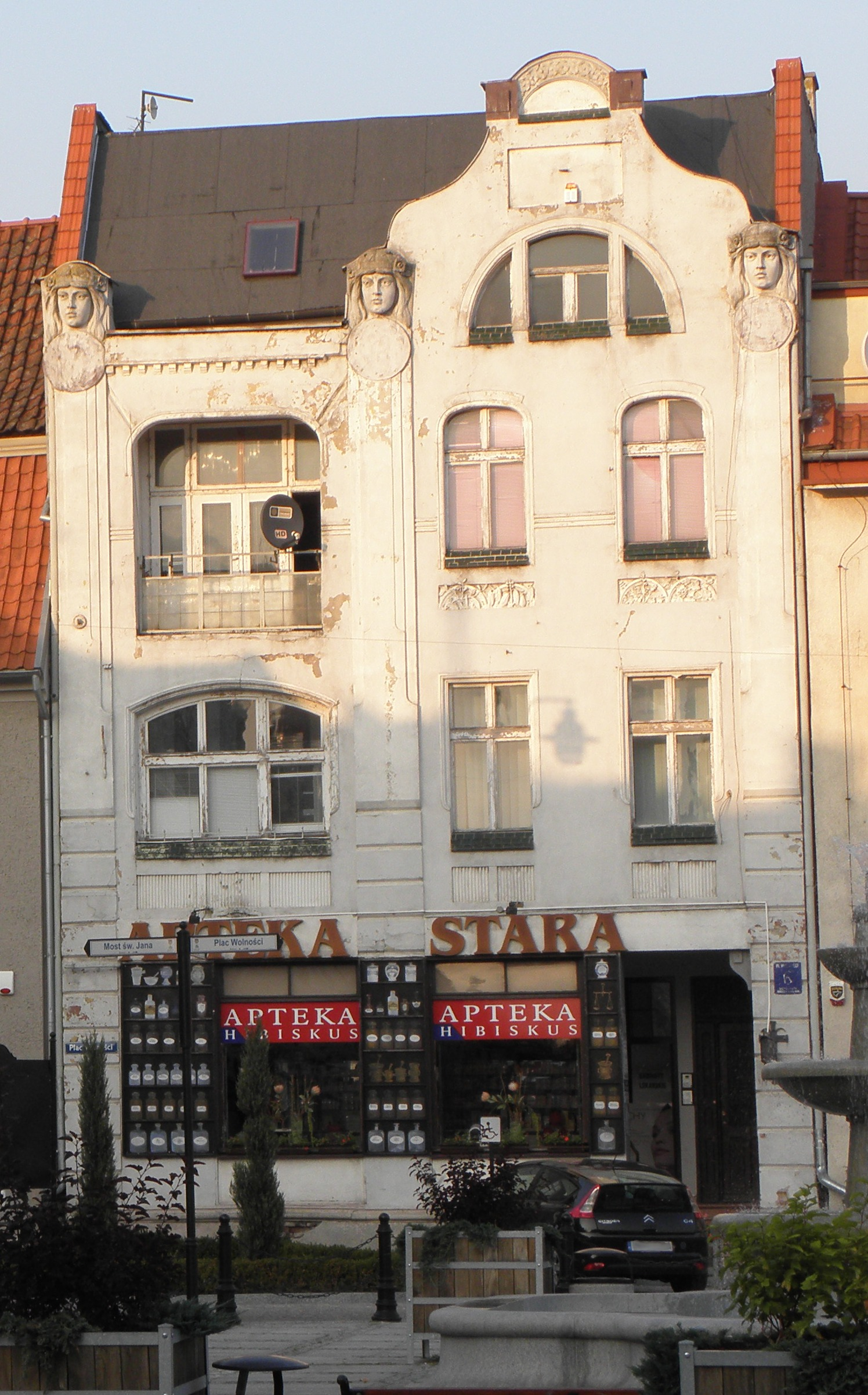
Casa construida en estilo Art Nouveau en la Plaza de la Libertad
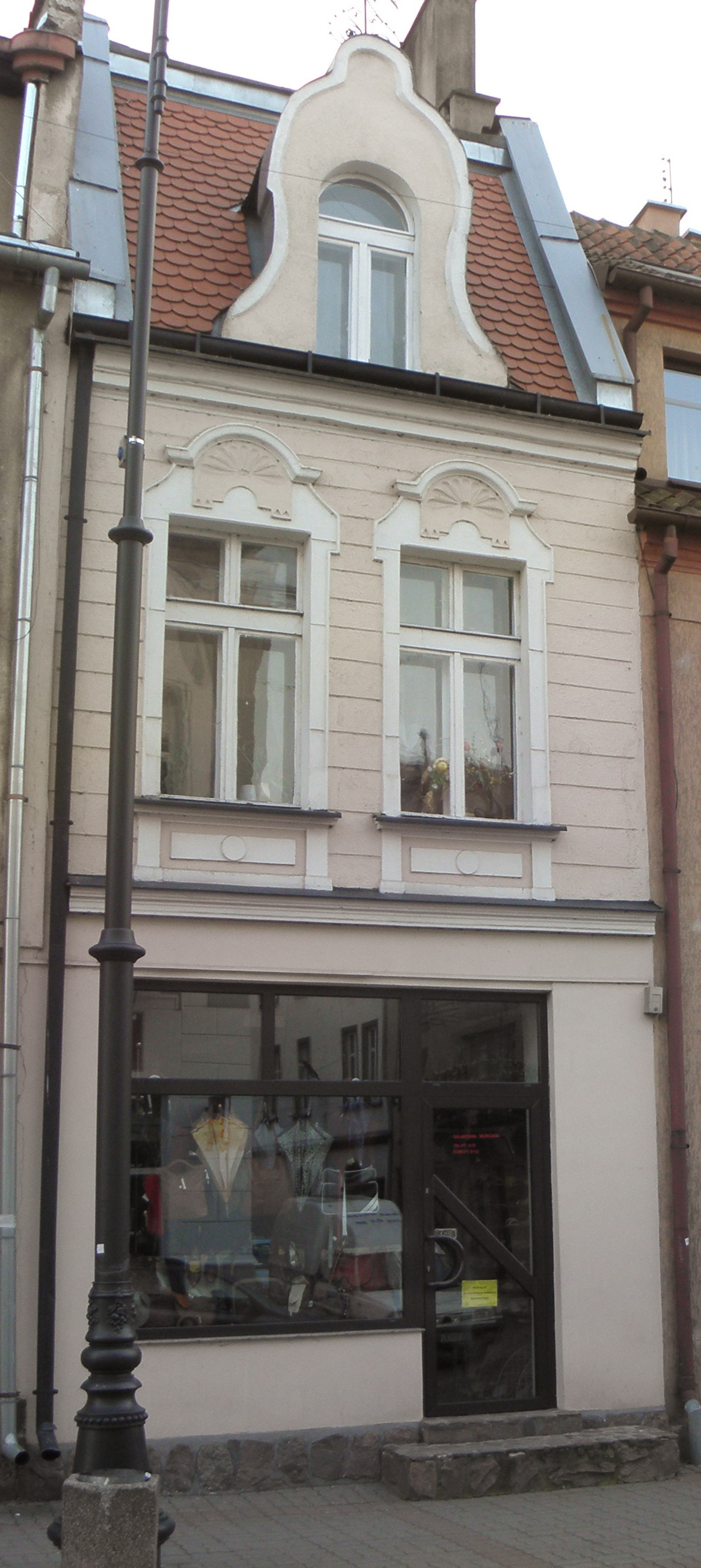
Una de las casas más estrechas de Biskupiec
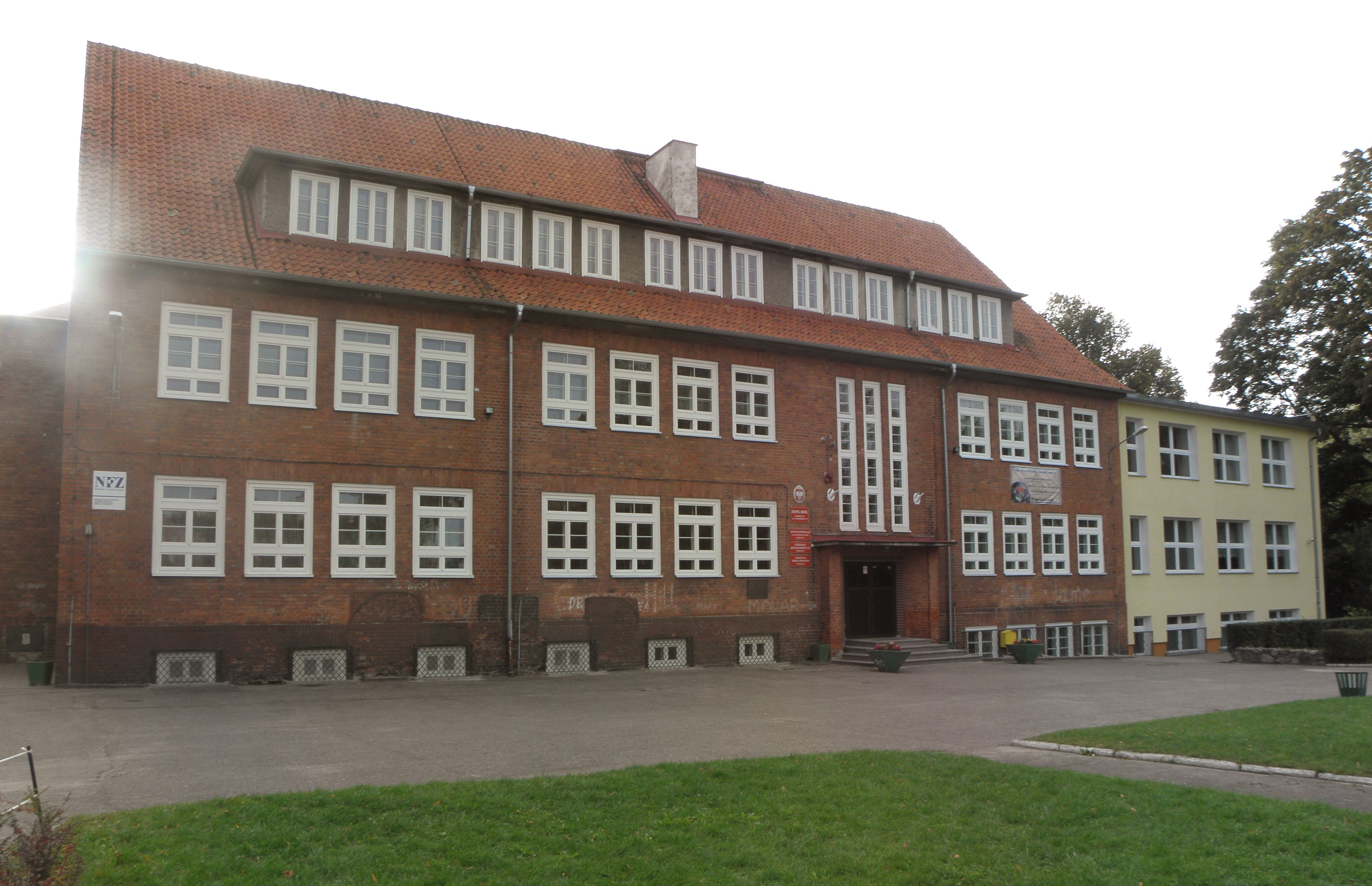
Instituto de secundaria

## Personas notables
- Hans-Joachim Mack (1928-2008), general, vicecomandante supremo aliado de Europa
- William Michaelis (1871-1948), vicealmirante
- Ignacy Pietraszewski (1796-1869), traductor y orientalista polaco
- Hans Woellke (1911-1943), atleta y capitán de las Waffen-SS
- Tadeusz Żuralski (1894-1940), médico y oficial polaco, víctima de la masacre de Katyn

## Hermanamiento de ciudades
Biskupiec está hermanado con Bramsche (Alemania).